# Athysanella apicala
Athysanella apicala är en insektsart som beskrevs av Johnson. Athysanella apicala ingår i släktet Athysanella och familjen dvärgstritar. Inga underarter finns listade i Catalogue of Life.